# Oude SDAP
De Oude Sociaal Democratische Arbeiders Partij (Oude SDAP of OSDAP) was een Nederlandse politieke partij, opgericht op 11 mei 1946 door voormalige SDAP-leden die zich niet herkenden in de nieuwe "doorbraakpartij" PvdA. De OSDAP baseerde zich op het SDAP-beginselprogramma van 1912 (het "Leidse" program).
De OSDAP deed in 1946 mee aan de gemeenteraadsverkiezingen in lijstverbindingen met de CPN. In Amsterdam en Rotterdam kwamen OSDAP'ers zo in de raad. Ook in Hilversum werd een zetel behaald, door onafhankelijke deelname. In 1948 nam de OSDAP deel aan de Tweede Kamerverkiezingen, in een lijstverbinding met de Vooruitstrevende Partij voor de Wereldregering (VPvW). De combinatie behaalde geen zetel.
Ook in 1949 nam de OSDAP in enkele plaatsen deel aan de raadsverkiezingen. In 1951 ging de partij ter ziele. Een deel van de leden sloot zich aan bij de Socialistische Unie.